# Maccabi World Union
Maccabi World Union (en hebreo: תנועת מכבי העולמית; en español: Unión Mundial Maccabi), más conocida como Maccabi (en hebreo: מכבי), es una asociación deportiva internacional de ámbito judío, con sede en Ramat Gan (Israel). Está formada por más de 450 clubes deportivos en 60 países, con un total de 400 000 socios en su mayoría voluntarios. Su actividad más conocida es la organización de los Juegos Macabeos.

## Organización
Maccabi World Union (MWU) es una organización paraguas internacional que agrupa a todos los clubes deportivos bajo la marca Maccabi, dirigidos a la comunidad judía de sus respectivos territorios. Los clubes tienen gestión independiente y organizan actividades deportivas, educativas, culturales y sociales. En sus estatutos, la MWU se define como una entidad sionista que a través del deporte busca el acercamiento y la integración de los judíos en sus respectivas comunidades, sobrepasando cualquier barrera política.
En total participan más de 450 clubes deportivos en 60 países, con un total de 400 000 socios. La MWU se divide en seis confederaciones:
- Maccabi Israel
- Maccabi Europa
- Maccabi América del Norte
- Maccabi América Latina
- Maccabi Sudáfrica
- Maccabi Australia

Maccabi es miembro de SportAccord, la organización que agrupa a todas las federaciones deportivas internacionales.

## Historia

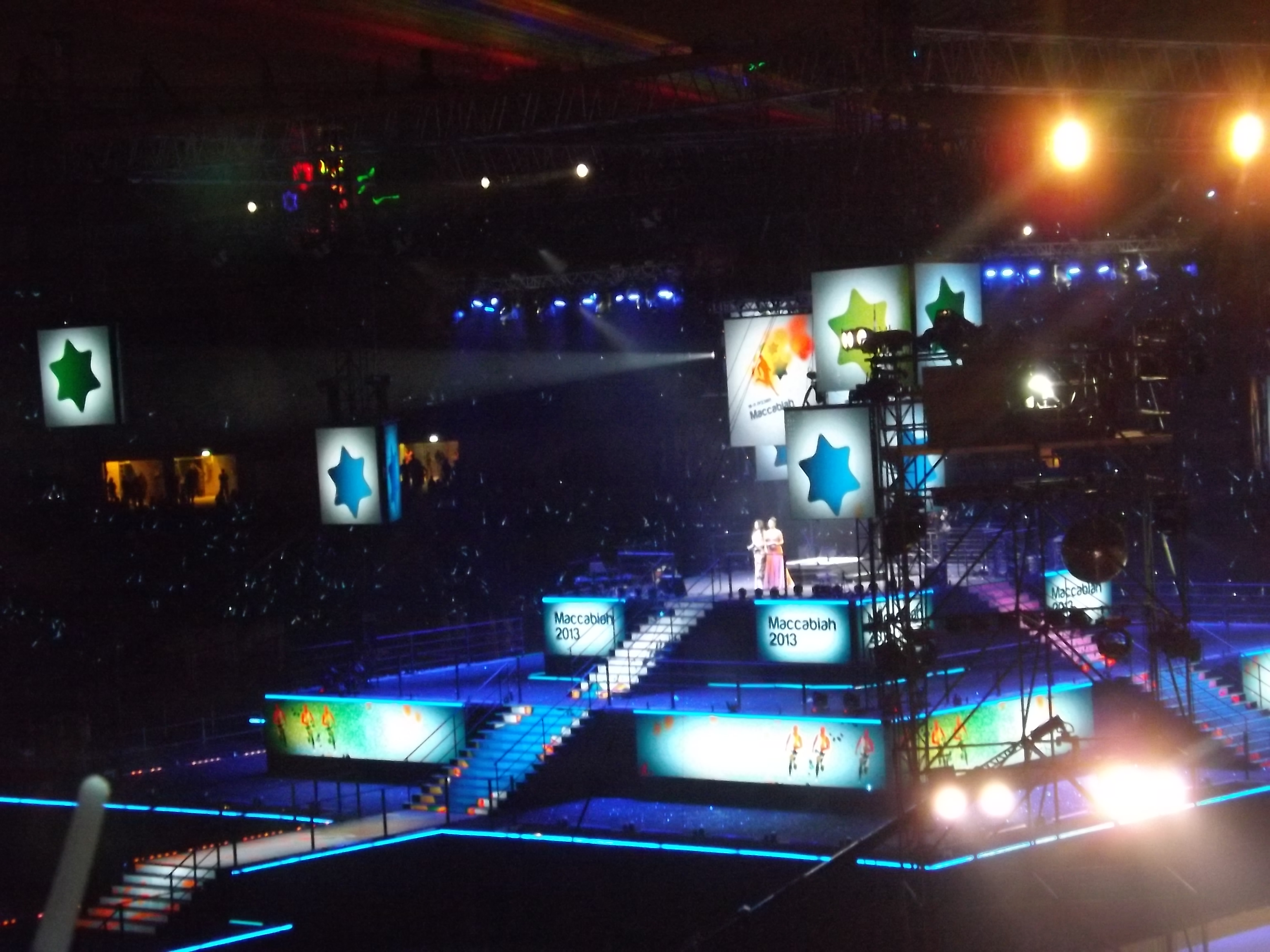
Ceremonia de apertura de los Juegos Macabeos.

El movimiento tiene su origen en 1895, con la fundación del primer club deportivo judío en Constantinopla. Sus miembros eran deportistas judíos expatriados que no habían sido aceptados en otras entidades por su religión. La idea traspasó fronteras y fue emulada en otras ciudades europeas con amplia presencia de esta comunidad.
La organización deportiva Maccabi fue fundada en 1921, en el transcurso del 12.º Congreso Judío Mundial celebrado en Karlovy Vary (Checoslovaquia). Debe su nombre a los Macabeos, un movimiento judío que luchó y consiguió la independencia de Antíoco IV Epífanes en el 160 a. C. Curiosamente, en aquella época los macabeos se oponían a la práctica de deporte porque lo consideraban parte de la cultura griega. Sin embargo los fundadores de este club se inspiraron en los macabeos como un ejemplo de lucha que el sionismo debería emular. Max Nordau, cofundador de la Organización Sionista Mundial, era un firme defensor de que los judíos practicasen deporte para su desarrollo personal.
Desde sus orígenes, Maccabi funcionó como una organización paraguas de todos los clubes deportivos judíos, cuya labor quedaba definida en «fomentar la educación física, creer en la herencia judía y la nación judía, y trabajar activamente por la reconstrucción de nuestro país y la supervivencia de nuestro pueblo». La mayoría de clubes estaban ubicados en los asentamientos judíos del mandato británico de Palestina, si bien en 1926 hubo una escisión para crear otra asociación deportiva, llamada Hapoel, en un contexto de polarización política.
En marzo de 1932 se celebró la primera edición de los Juegos Macabeos en Tel Aviv, con la participación de 390 atletas judíos de 14 países. Este evento viene celebrándose de forma ininterrumpida desde 1950.
Después de la independencia de Israel en 1948, Maccabi se consolidó como la organización deportiva con más socios del nuevo estado, y compite con Hapoel en todas las disciplinas por el liderazgo deportivo del país. En 1950 se retomó la celebración de los Juegos Macabeos. Y un año más tarde, Maccabi y Hapoel acordaron la creación del Comité Olímpico de Israel.

## Juegos Macabeos

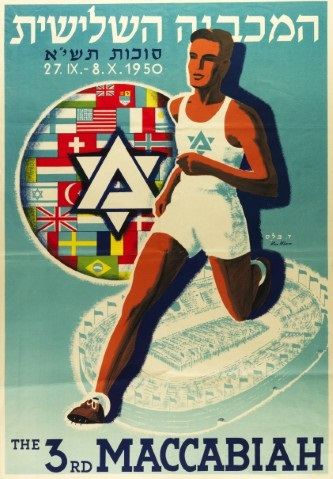
Cartel de la tercera edición del Maccabiah (1950).

Los Juegos Macabeos, también llamados Maccabiah (en hebreo, משחקי המכביה העולמית), son un evento multideportivo internacional organizado por la MWU cada cuatro años en Israel, normalmente en el año posterior a los Juegos Olímpicos de Verano. La edición de 2013 superó los 8.500 atletas de 70 países, convirtiéndose en el tercer evento deportivo con más participación después de los Juegos Olímpicos y de los Juegos Panamericanos.
La competencia está abierta a los atletas judíos, aunque también pueden participar deportistas israelíes sin importar su religión (por ejemplo, árabes israelíes). El objetivo final es que los deportistas judíos del mundo se reúnan en un mismo punto, conozcan la tierra de Israel y puedan explorar en sus orígenes.
En 1929 el presidente de Maccabi, Yosef Yekutieli, propuso en el Congreso de la MWU que la entidad organizara unas Olimpiadas en Tierra de Israel.
La iniciativa pudo salir adelante gracias al visto bueno de nuevo comisario del mandato británico de Palestina, sir Arthur Grenfell Wauchope, así como de la colaboración del alcalde de Tel Aviv, Meir Dizengoff.
La primera edición de los Juegos Macabeos fue inaugurada el 28 de marzo de 1932 y se sufragó íntegramente con donativos. Hubo una segunda edición en 1935 y el objetivo de Yekutieli era convertirlo en un evento trienal. Sin embargo, el mandato británico terminaría oponiéndose ante el temor de una ola masiva de inmigración. Los Juegos Macabeos no se retomarían hasta 1950, dos años después de la independencia de Israel. A partir de la cuarta edición (1953) se celebran cada cuatro años en el año posterior a los Juegos Olímpicos.

## Movimiento juvenil

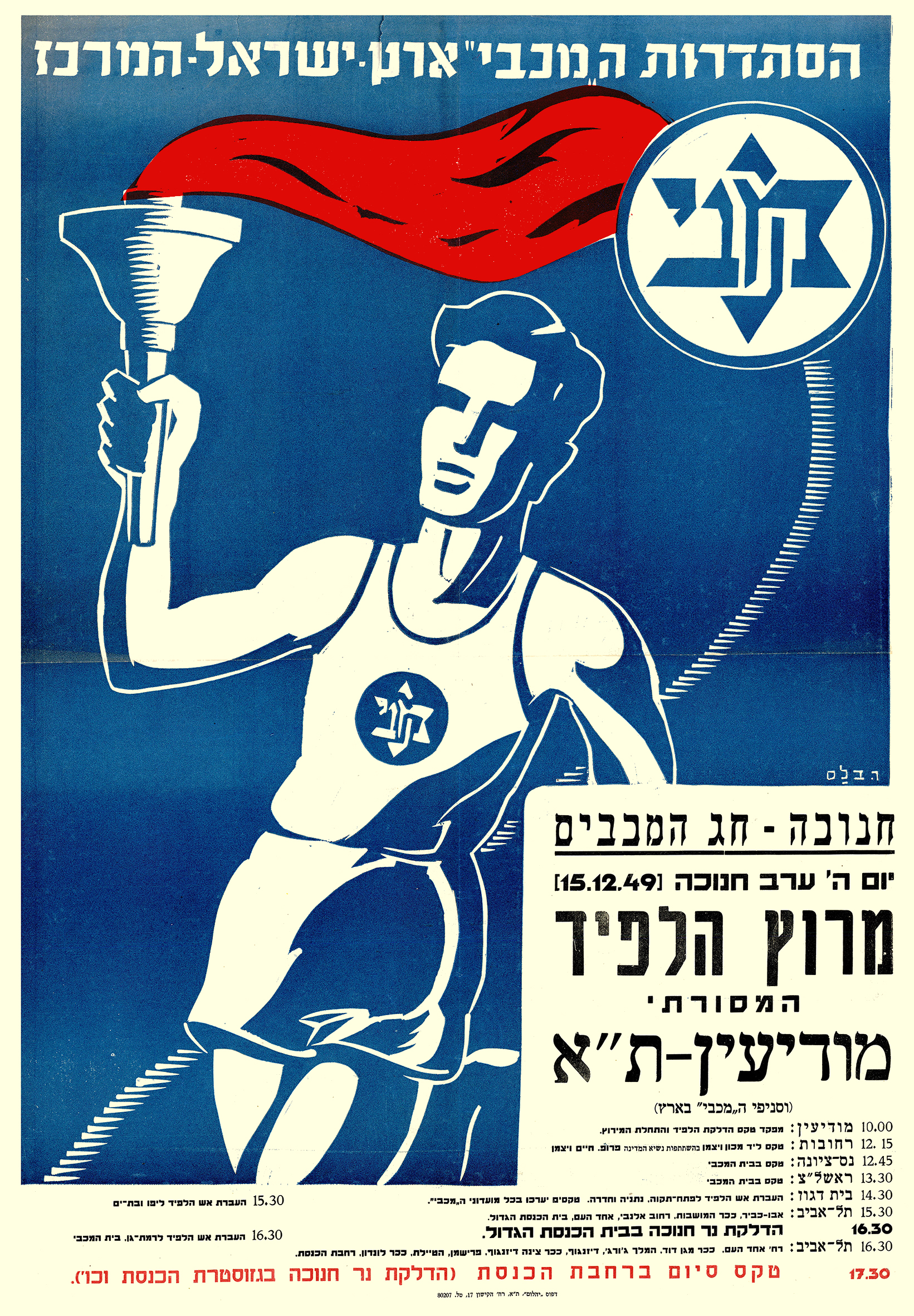
Cartel del movimiento juvenil de Maccabi (1949)

HaMaccabi HaTzair (en hebreo: המכבי הצעיר) es el movimiento juvenil sionista de Maccabi. Fue fundado en Alemania en 1926. Es la sección juvenil del movimiento macabeo, y actualmente cuenta con más de 3.000 miembros. Además de organizar actividades deportivas, se ha caracterizado por promover la Aliyá y por organizar visitas al actual Estado de Israel, a través de campamentos, excursiones y senderismo.
Los valores que caracterizan al movimiento son el sionismo, el liderazgo, la buena ciudadanía, la amistad entre los miembros, la persistencia, el apoyo a la comunidad, y la autorrealización. El símbolo del movimiento macabeo es la antorcha, presente en todos los eventos organizados por la MWU. Durante la Janucá, los miembros de la organización corren con una antorcha a través de los pueblos y asentamientos israelíes, y también participan en numerosas actividades. Actualmente, la tnuá está presente en el Estado de Israel. El símbolo de la Unión Mundial Macabea tiene los mismos colores que la Bandera de Israel; su insignia está formada por dos letras del alfabeto hebreo, que juntas tienen la forma de una Estrella de David.

## Clubes

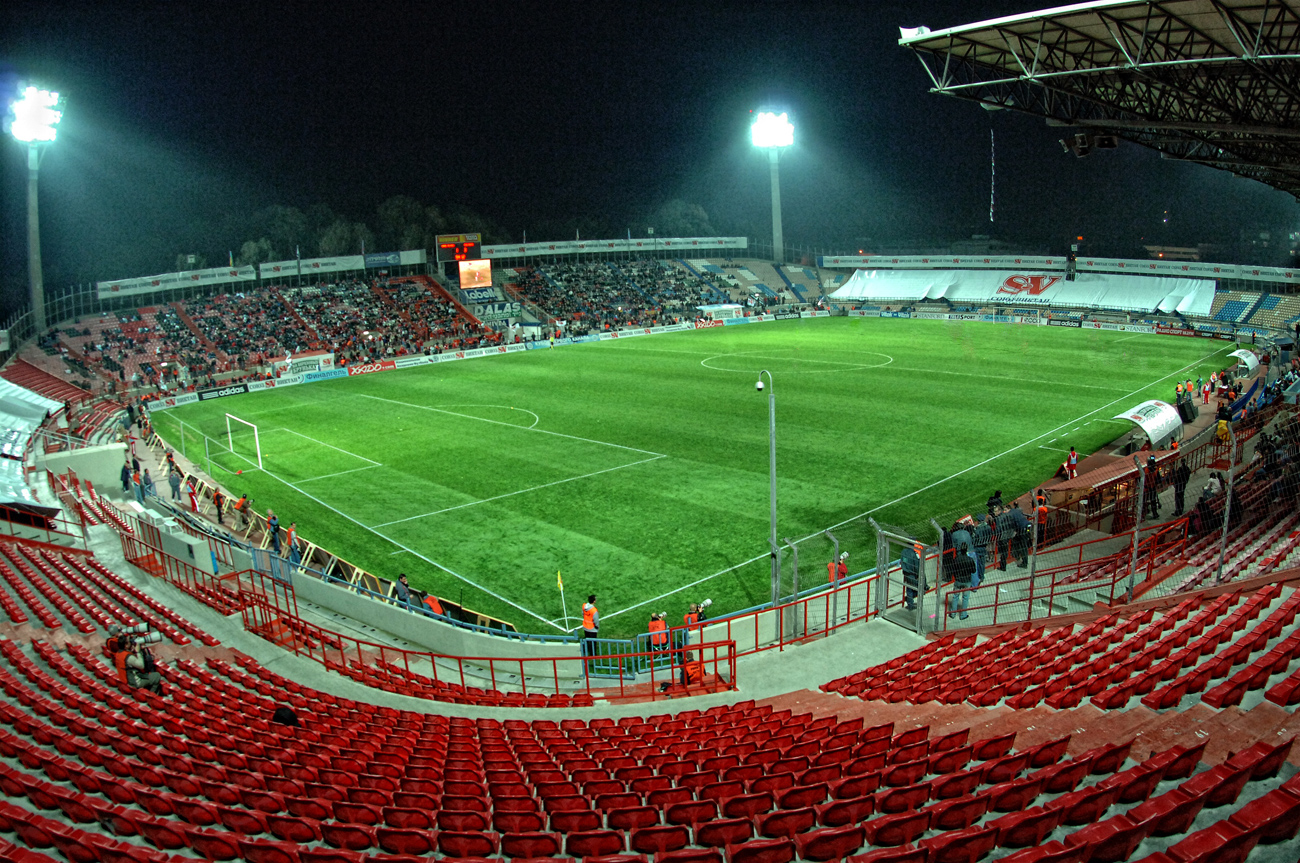
Estadio de Bloomfield, Tel Aviv.

### Israel
- Maccabi Tel Aviv
- Maccabi Haifa
- Maccabi Ashdod
- Maccabi Be'er Sheva
- Maccabi Habik'a
- Maccabi Herzliya
- Maccabi Netanya
- Maccabi Petah-Tikvah
- Maccabi Rishon LeZion

### América Latina
- Organización Hebrea Argentina Macabi (Argentina)
- Club Israelita Macabi de Mendoza (Argentina)
- Asociación Hebraica y Macabi (Uruguay)
- Centro Deportivo Israelita (México)
- Unión Hebraica del Paraguay (Paraguay)
- Asociación deportiva cultural y Social Hebraica de Perú (Perú)